# Нисида, Юдзи
Юдзи Нисида (яп. 西田 有志 Нисида Ю:дзи, род. 30 января 2000 года Инабе, Миэ, Япония) — японский волейболист, играющий на позиции диагонального нападающего.

## Личная жизнь
Родился 30 января 2000 года в городе Инабе, Япония. Волейболом Нисида начал заниматься с 5 лет.
У Нисиды есть брат и сестра. Жена Юдзи Сарина Кога также является профессиональной волейболисткой.
В 2020 году заключил спонсорское соглашение с японским брендом спортивной одежды Asics.

## Карьера
В 2017 году, в возрасте 17 лет, Нисида дебютировал в профессиональном волейболе в команде «JTEKT Stings».
В «JTEKT Stings» он быстро стал ключевым игроком, демонстрируя отличные навыки нападения и защиты. Его не высокий рост по меркам волейбольных нападающих, но мощные подачи и прыжки быстро привлекли внимание как местных, так и международных экспертов.
В 2021 году Юдзи Нисида подписал контракт с итальянским клубом «Volley Callipo», выступающим в итальянской Серии А1.
Спустя сезон после противоречивого выступления в Италии, Нисида вернулся в Японию, обратно в «JTEKT Stings».

## Международная карьера
В марте 2017 года Нисида был включен в состав мужской сборной Японии по волейболу среди игроков до 19 лет и принял участие в чемпионате Азии по волейболу среди юношей до 19 лет в 2017 году.
Был включен в состав национальной сборной Японии для участия в Лиге наций по волейболу среди мужчин FIVB 2021 года.
21 июня Японская ассоциация волейбола объявила состав национальной сборной Японии на Олимпийские игры в Токио 2020 года, где Юдзи Нисида снова выбран в качестве игрока стартового состава. Он стал первым игроком Олимпийских игр в Токио, который преодолел отметку в 30 очков в мужском дивизионе, и был первым японским волейболистом преодолевшим эту отметку с момента введения системы подсчёта очков по розыгрышу.
В Лиге наций 2022 года Нисида набрал наибольшее количество очков среди игроков своей сборной и третье место в первом раунде с 201 очком, включая 162 атаки, 10 «блоков» и 29 «эйсов». Он набрал 28 очков в победном матче с Италией 24 июня 2022 года, выйдя в четвертьфинал турнира. Затем Юдзи и его команда встретились с Францией, которой проиграли со счётом 3:0, выбыв из соревнования и заняв пятое место в общем зачёте.
26 августа сборная Японии сыграла свой первый матч на чемпионате мира 2022 года против Катара, где они выиграли в трех сетах подряд. Сам Нисида набрал 17 очков. В следующих двух играх Япония встретилась с Бразилией и Кубой, которым они проиграли и выиграли соответственно. Япония заняла второе место после Бразилии в групповом этапе, и Япония впервые с 2006 года вышла в финальный раунд, встретившись с Францией в 1/8 финала, где они в конечном итоге проиграли 3:2.
Затем Юдзи Нисида со сборной принял участие в квалификационном турнире на летние Олимпийские игры 2024 года. Япония заняла 2-е место в своей группе с 5 победами и 2 поражениями и получила право на участие в Олимпийских играх.
В Лиге Наций по волейболу среди мужчин FIVB 2023 года Нисида сыграл 14 игр, в которых одержал 12 побед подряд и выйдя в финальный раунд, заняв второе место в предварительном раунде. В конечном итоге японская сборная завоевала первую бронзовую медаль, обыграв Италию в матче с полным сетом.
Летом 2024 года волейболист поехал на летние Олимпийские игры в Париже. Где сборная Японии в четвертьфинале проиграла Италии (2:3). Нисида прокомментировал неудачи своей сборной на Олимпиаде в соцсетях:
Я так расстроен, что даже не могу спать. Я не могу заснуть, думая о неудаче команды, которую так люблю. Прошло семь лет с тех пор как меня вызвали в сборную в 18 лет, и я никогда не предполагал, что буду играть на таком уровне, получая такие аплодисменты. Прежде всего, я хочу выразить глубочайшую благодарность тренеру Блану. Спасибо за вашу поддержку! Мне бы хотелось стать более сильным и стойким, но в то же время мне хочется немного дистанцироваться от волейбола и проводить больше времени со своей женой.
После окончания Олимпийских игр волейболист объявил о приостановлении своей карьеры в сборной Японии, заявив:
Я выступаю в сборной последние семь лет. У меня были некоторые травмы, но я старался. Думаю за эти четыре года до Лос-Анджелеса, я возьму перерыв в сборной на несколько лет.

## Достижения

### Клубные
«JTEKT Stings»
- Чемпион V.League 1: 2019/2020
- Победитель кубка Императора: 2020/2021, 2021/2022

«Панасоник Пантерс»
- Победитель кубка Императора: 2022/2023

### Сборная
- Чемпион Азии: 2023

### Личные
- Новичок года V.League 1: 2019
- Лучший бомбардир V.League 1: 2019/2020